# 米利奇乌斯陨石坑
米利奇乌斯陨石坑（Milichius）是月球正面位于岛海北部的一座小撞击坑，约形成于11亿年前的哥白尼纪，其名称取自德国医生、天文学家暨数学家雅各布·米利希（Jacob Milich，1501年-1559年），1935年被国际天文学联合会正式接受。

## 描述

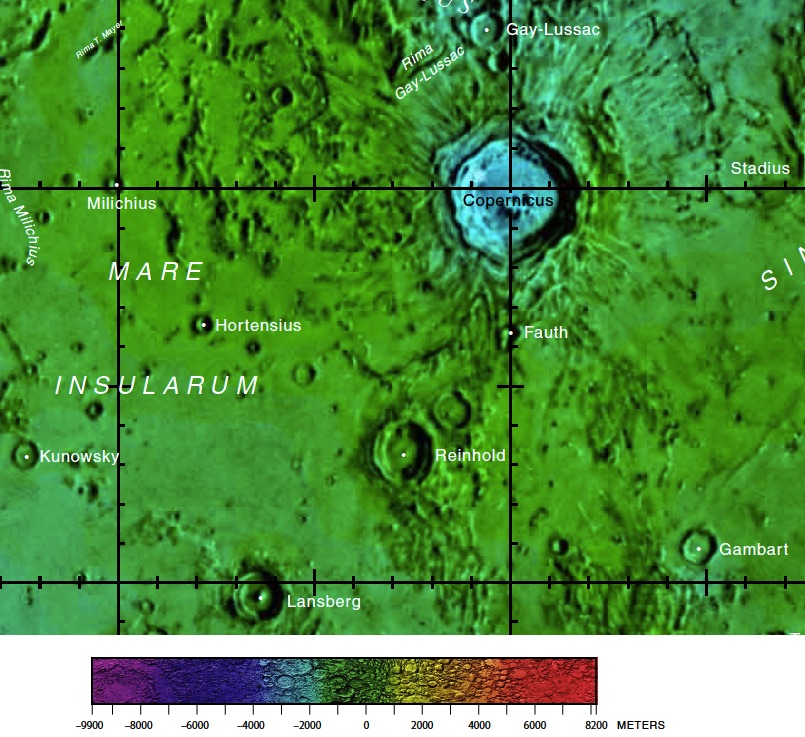
米利奇乌斯陨石坑的周边，月球正面区域图。

该陨坑西侧靠近开普勒陨石坑、西北毗邻贝萨里翁陨石坑，托·迈耶陨石坑位于它的北面、东面和东南分别坐落了突出的哥白尼环形山和略大的霍尔登修陨石坑，它的西南偏南则已被熔岩淹没的库诺夫斯基陨石坑。米利奇乌斯陨石坑西侧濒临风暴洋，北面和西南偏西分别蜿蜒着托·迈耶月溪和米利奇乌斯月溪，东北则绵延着逶迤嶙峋的喀尔巴仟山脉。该陨坑中心月面坐标为10°01′N 30°14′W / 10.01°N 30.23°W，直径12.19公里，深约1.99公里。
米利奇乌斯陨石坑外观呈圆碗状，坑壁最大高出周边地形450米，内部容积约72.46公里3。形态特征隶属于BIO 型（以该类陨石坑的典型代表—毕奥陨石坑所命名），并已被月球和行星观测协会（ALPO）列入《带有明亮射纹系统的撞击坑列表》。
该陨坑周边月海表面交织着来自开普勒陨石坑的射纹束，它的西侧坐落一座被称作米利奇乌斯·派（π）的典型月丘（盾状火山），其峰顶有一座小穴坑；而狭窄、蜿蜒的米利奇乌斯月溪则位于它更远的西南侧，该月溪大体呈南-北走向，绵延约100公里。

## 卫星陨石坑
按惯例，最靠近米利奇乌斯陨石坑的卫星坑将在月图上以字母标注在它的中心点旁边。
| 米利奇乌斯 | 纬度    | 经度    | 直径   |
| ---------- | ------- | ------- | ------ |
| A          | 9.3° N  | 32.0° W | 9 公里 |
| C          | 11.2° N | 29.4° W | 3 公里 |
| D          | 8.0° N  | 28.2° W | 4 公里 |
| E          | 10.7° N | 28.1° W | 3 公里 |
| K          | 8.5° N  | 30.3° W | 4 公里 |

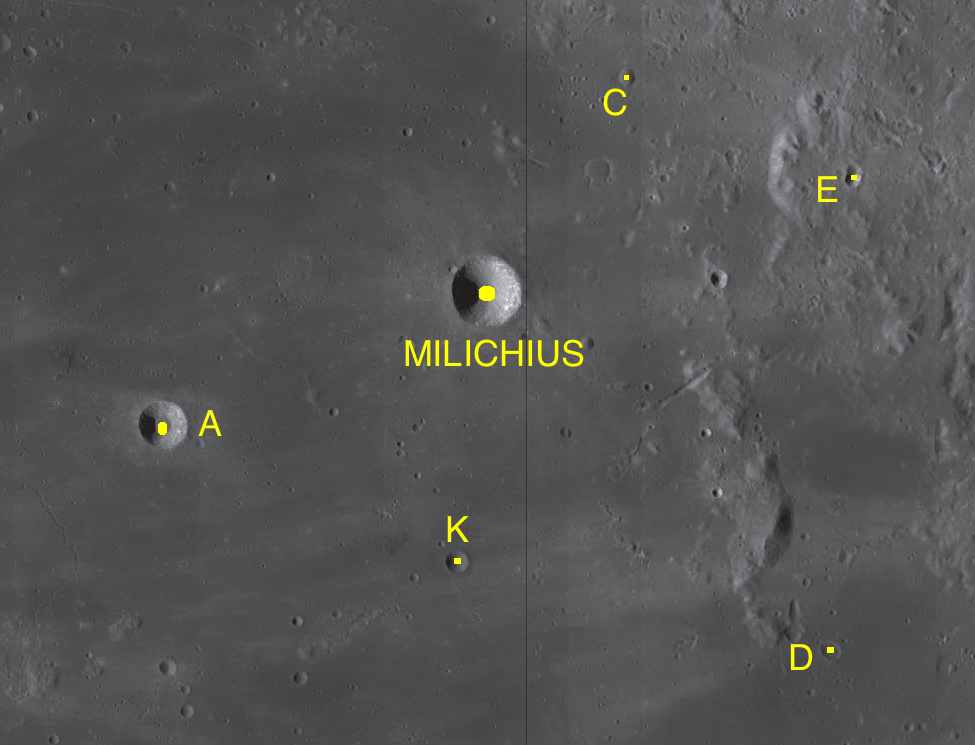
LAC-57和LAC-58拼接图

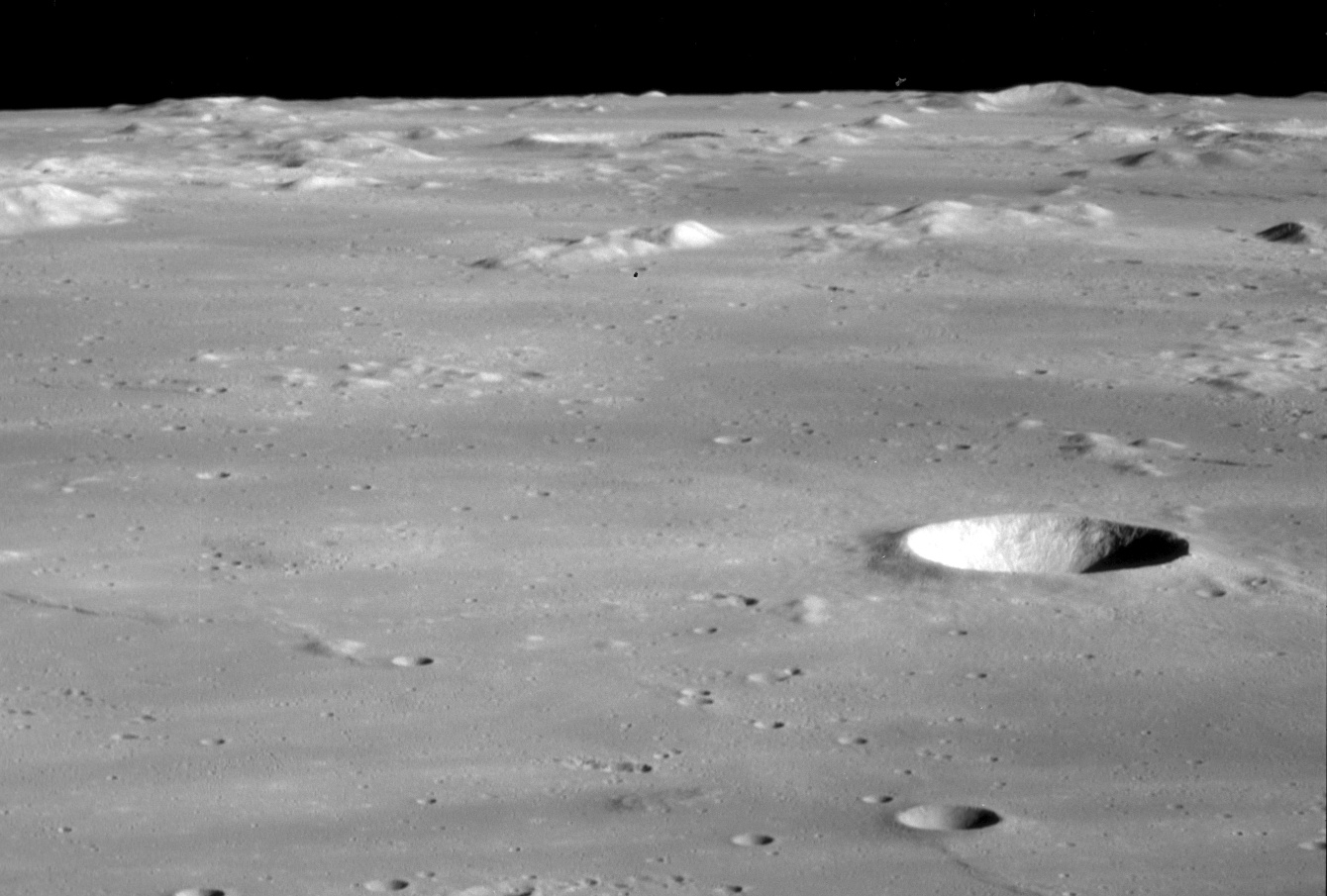
阿波罗12号拍摄的北向斜视图

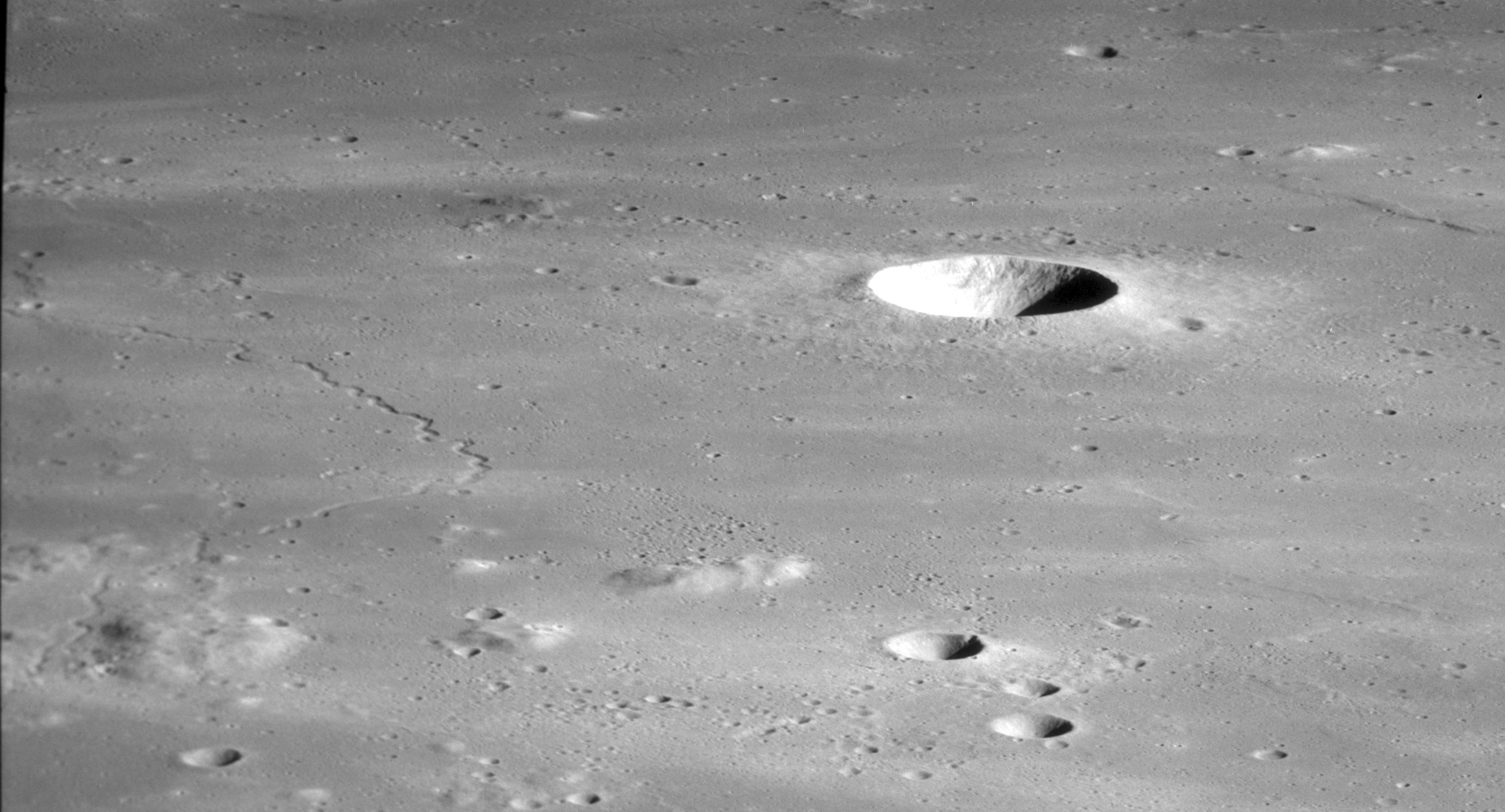
阿波罗12号拍摄的卫星坑米利奇乌斯 A和米利奇乌斯月溪局部图

- 卫星坑米利奇乌斯 K的西侧有一小块低反照率区；
- 卫星坑米利奇乌斯 A约形成于哥白尼纪[1]；
- 卫星坑米利奇乌斯 C约形成于爱拉托逊纪[1]。

## 另请参阅
- Andersson, L. E.; Whitaker, E. A. . NASA RP-1097. 1982.
- Blue, Jennifer. . USGS. July 25, 2007  [2007-08-05]. （原始内容存档于2019-12-13）.
- Bussey, B.; Spudis, P. . New York: Cambridge University Press. 2004. ISBN 978-0-521-81528-4.
- Cocks, Elijah E.; Cocks, Josiah C. . Tudor Publishers. 1995. ISBN 978-0-936389-27-1.
- McDowell, Jonathan. . Jonathan's Space Report. July 15, 2007  [2007-10-24]. （原始内容存档于2019-06-21）.
- Menzel, D. H.; Minnaert, M.; Levin, B.; Dollfus, A.; Bell, B. . Space Science Reviews. 1971, 12 (2): 136–186. Bibcode:1971SSRv...12..136M. doi:10.1007/BF00171763.
- Moore, Patrick. . Sterling Publishing Co. 2001. ISBN 978-0-304-35469-6.
- Price, Fred W. . Cambridge University Press. 1988. ISBN 978-0-521-33500-3.
- Rükl, Antonín. . Kalmbach Books. 1990. ISBN 978-0-913135-17-4.
- Webb, Rev. T. W.  6th revised. Dover. 1962. ISBN 978-0-486-20917-3.
- Whitaker, Ewen A. . Cambridge University Press. 1999. ISBN 978-0-521-62248-6.
- Wlasuk, Peter T. . Springer. 2000. ISBN 978-1-85233-193-1.